# الحرامي (فلم قصير)
الحرامى هو فيلم قصير بطولة الفنان القدير خليل مرسي والفنان معوض إسماعيل وتدور قصتة حول عامل باليومية يلجأ لوظيفة حرة كى يعول ولدة الصغير، فتوقعة حالة الفراغ الأمنى في مصر وقت الثورة في مشكلة كبيرة تجعلة مهددا بالسجن.

## المشاركة بالمهرجانات
الفيلم شارك بالمهرجان القومى للسينما الثامن عشر وأيام كلميم السينمائية 2014 وفاز الفنان معوض إسماعيل بجائزة أحسن ممثل دور ثاني عن الفيلم بمهرجان بورسعيد السينمائي.

## 'فريق العمل
الفيلم من إنتاج شركة انريم للخدمات الإعلامية
ومونتاج وإخراج أحمد الإكيابى
مدير التصوير: محمود النمر
مدير الإنتاج: محمد رائد
صفحة الفيلم على قاعدة بيانات السينما العربية
صفحة الفيلم على قاعدة بيانات الأفلام العالمية
https://www.imdb.com/title/tt9098442/?ref_=nm_flmg_dr_1

### أخبار تتعلق بالفيلم
http://fan.elfagr.org/Detail.aspx?nwsId=106654
http://www.albawabhnews.com/794000
http://www.basmaband.com/v_article.php?id=132
http://dotmsr.com/ar/604/1/85488